# Lambda Coronae Australis
Lambda Coronae Australis (19 Coronae Australis) é uma estrela na direção da constelação de Corona Australis. Possui uma ascensão reta de 18h 43m 46.94s e uma declinação de −38° 19′ 23.9″. Sua magnitude aparente é igual a 5.11. Considerando sua distância de 202 anos-luz em relação à Terra, sua magnitude absoluta é igual a 1.15. Pertence à classe espectral A0/A1V.